# فرودگاه شهری افرتا
فرودگاه شهری افرتا (به انگلیسی: Ephrata Municipal Airport) یک فرودگاه همگانی با کد یاتا EPH است که یک باند فرود آسفالت دارد و طول باند آن ۲۰۴۲ متر است. این فرودگاه در شهر افراتا، واشینگتن کشور ایالات متحده آمریکا قرار دارد و در ارتفاع ۳۸۸٫۶ متری از سطح دریا واقع شده است.